# Toyonoumi Shinji
Shinji Hamada (japanisch 濱田 真二, Hamada Shinji; * 22. September 1965 in Buzen, Präfektur Fukuoka; † 20. November 2021), bekannt unter seinem Ringnamen Toyonoumi Shinji (豊ノ海 真二), war ein japanischer Sumōringer. Er machte sein professionelles Debüt im März 1981 und erreichte im November 1988 erstmals die oberste Spitzenklasse. Er war bis 1990 unter dem Shikona Takanohama bekannt. Sein höchster Rang war Maegashira 1. In seiner 19-jährigen Profikarriere ließ er keinen einzigen Kampf aus. Nach seinem Ausscheiden aus dem aktiven Wettkampf wurde er Ältester (Toshiyori) in dem Japanischen Sumōverband. Er blieb in der Sumo-Welt als Trainer in seinem Stall unter dem älteren Namen Yamahibiki Oyakata, aber er mietete nur den älteren Bestand und verließ die Japanischen Sumōverband im Juni 2002. Shinji starb am 20. November 2021 im Alter von 56 Jahren an einer nicht näher bezeichneten Krankheit.